# Древнейшая профессия (фильм)
«Древнейшая профессия» — американский кинофильм 1985 года режиссёра Джоан Фримэн, драма с главными ролями Мелиссы Лео, Рэндалла Ботинкоффа и Дейла Мидкиффа. Фильм показывает жестокость и насилие современного общества и подчёркивает физическое злоупотребление молодыми женщинами. Премьера фильма состоялась 20 сентября 1985 года в США.

## Сюжет
Молодая девушка Куки живёт вместе со своим братом у нелюбимых матери и отчима. Она испытывает сексуальные домогательства от отчима, и, будучи оскорблённой им, бежит вместе с братом из своего городка в Нью-Йорк. Там она встречает молодого человека Дьюка, который оказывается сутенёром, и через некоторое время она начинает работать проституткой.
Всё кажется ей прекрасным до тех пор, пока одна из проституток Дьюка не собирается уйти от него. Дьюк жестоко избивает её до полусмерти. У Куки всё увиденное вызывает отвращение и потрясение. Она убегает, чем приводит Дьюка в бешенство; он готов щедро заплатить за её поимку и отправляет вслед ей преследователей.

## В ролях
- Мелисса Лео — Куки «Печенька»
- Рэндалл Ботинкофф — Тим
- Дейл Мидкифф — Дьюк «Герцог»
- Дебора Оффнер — Хезер
- Джулия Коэн — Трисия
- Грег Германн — Крипи
- Кирк Тейлор — Спэйд